# 고포마을
고포마을은 경상북도 울진군 북면 나곡리와 강원특별자치도 삼척시 원덕읍 월천리에 있는 마을로,  길(고포월천길) 하나를 사이에 두고 두 광역지방자치단체인 강원특별자치도와 경상북도에 걸쳐있다. 길 건너편의 집에 전화를 할 때 지역번호를 반드시 눌러야 하고, 시(군)청과 우편번호 등도 서로 달라 불편함이 많다. 이 마을의 특산물인 고포미역을 경상북도 주민과 강원특별자치도 주민이 공동으로 채취한다고 한다.